# Borophaga pachycostalis
Borophaga pachycostalis är en tvåvingeart som först beskrevs av Borgmeier 1923.  Borophaga pachycostalis ingår i släktet Borophaga och familjen puckelflugor. Inga underarter finns listade i Catalogue of Life.